# Lamellobates striatus
Lamellobates striatus är en kvalsterart som först beskrevs av Valerie M. Behan-Pelletier 1998.  Lamellobates striatus ingår i släktet Lamellobates och familjen Austrachipteriidae. Inga underarter finns listade i Catalogue of Life.